# 阿戈尔鱼龙属
阿戈爾魚龍（屬名：Aegirosaurus）是魚龍目大眼魚龍科的一屬，是種類似魚類的海生爬行動物，生存於侏儸紀與白堊紀交界時期的歐洲

## 分類與種
在1853年，約翰·安德烈亞斯·瓦格納將這些化石命名為魚龍屬的一種（Ichthyosaurus leptospondylus）。之後，這些化石經歷複雜、曲折的分類歷史。這些化石先後被命名為I. trigonus posthumus、以及Macropterygius與短鰭魚龍的一個種。
在2000年，Bardet與Fernandez發現Macropterygius的正模標本缺乏可鑑定特徵，狀態為疑名。唯一已被研究過的化石，已在第二次世界大戰時被轟炸摧毀，因此他們將一個私人收藏的完整化石，選定為這個種的新模式標本。除此之外，還將另一個收藏於慕尼黑歸類於這個種。Bardet與Fernandez認為這些化石足以建立為新屬，並命名為阿戈爾魚龍（Aegirosaurus leptospondylus）。屬名來自於條頓神話中的海神阿戈爾。
阿戈爾魚龍屬於大眼魚龍科，是大眼魚龍的近親。近年的親緣分支分類法分析，發現阿戈爾魚龍是Sveltonectes的近親，可能還有Undorosaurus。短鰭魚龍與Maiaspondylus也屬於這個小型演化支，都屬於大眼魚龍科的扁鰭魚龍亞科，是大眼魚龍亞科的姊妹分類單元。

## 地層分佈
阿戈爾魚龍的化石發現於德國巴伐利亞的上侏儸紀提通階地層。牠們的化石被發現於索倫霍芬石灰岩地層，當地也出產一些著名化石如始祖鳥、美頜龍、以及翼手龍屬。
除了上述化石，近年在法國東南部的德龍省發現一些阿戈爾魚龍的化石，地質年代屬於白堊紀早期的凡藍今階，這也是第一批發現於凡藍今階的可鑑定魚龍化石。

## 古生物學
阿戈爾魚龍是種小型魚龍類，成年體的身長小於2公尺。根據牙齒形態、磨損狀況，顯示牠們是種無特定食物來源的動物

## 外部連結
- https://web.archive.org/web/20070929133555/http://home.scarlet.be/ichthyosaurus/aegiropas.html